# Der Autovampir
Der Autovampir oder Der Vampir aus dem Ferat (tschech. Originaltitel Upír z Feratu) ist ein tschechoslowakischer Horror-Science-Fiction-Film von 1981. In Westdeutschland wurde er erstmals am 15. März 1985 beim deutschen Fernsehsender ZDF gezeigt.
Er basiert auf der Erzählung Vampir Ltd. des tschechischen Science-Fiction-Autors Josef Nesvadba. Er wurde in den Prager Filmstudios Barrandov unter der Regie von Juraj Herz produziert.

## Handlung

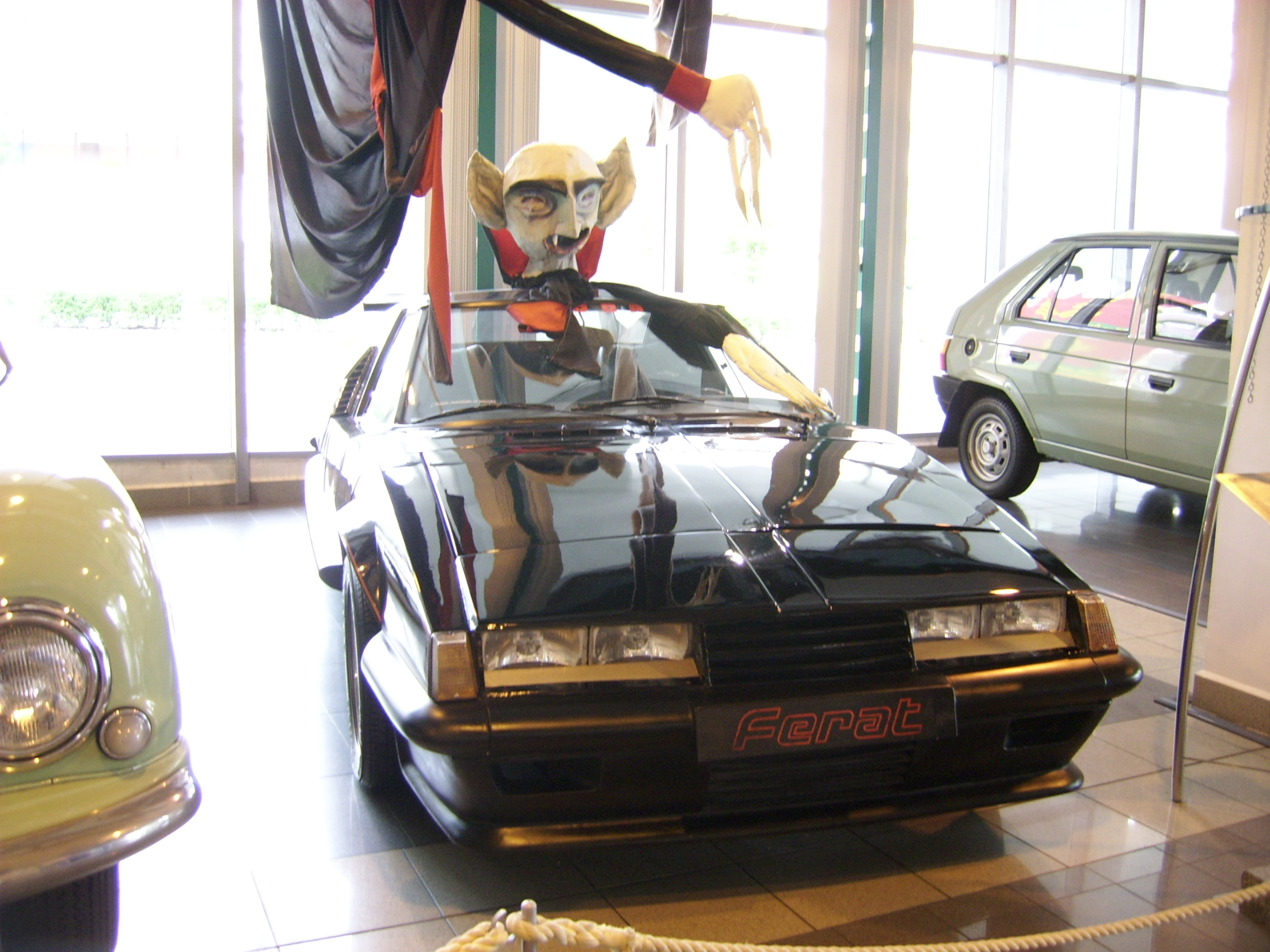
Im Film gezeigter „Ferat Vampir“

Die Geschichte handelt von einem revolutionären Sportwagen – dem Vampir des Herstellers Ferat. Der Notarzt Dr. Marek und die Rettungsassistentin Mima werden gerufen, als eine Rennfahrerin des Testwagens sich über Schmerzen beklagt und den Wagen kaum beherrschen kann. Dr. Marek versucht das Geheimnis um den Wagen zu lösen. Es stellt sich heraus, dass der Wagen kein Benzin benötigt, sondern menschliches Blut.

## Kritik
„Perfekt inszenierter und optisch einfallsreicher, skurriler Horrorfilm, der mit seinen satirischen Spitzen gegen den übertriebenen Autokult immer wieder heitere Brechungen erzielt.“

## Bemerkungen
Das im Film gezeigte Fahrzeug ist ein Supersport-Prototyp von Škoda auf Basis des Škoda 110 Super Sport (Typ 724). Experimental - Model:  Škoda 1100 Super Sport. Das Werk gibt für das flache, kantig geformte Fahrzeug eine Höchstgeschwindigkeit von 180 km/h an. Heckansicht des Škoda Super Sport. Kiemenartige Leisten bieten Blendschutz von hinten. Zum Einstieg wird die gesamte Kanzel angehoben.  
Der tschechische Originaltitel Upír z Feratu lässt auch die Lesart „Vampir Nosferatu“ zu, während die Namen der Protagonistinnen Mima und Luisa auf die Dracula-Opfer Mina und Lucy bei Bram Stoker anspielen.